# Manihot obovata
Manihot obovata es una especie de planta fanerógama de la familia Euphorbiaceae.

## Clasificación y descripción de la especie
Arbusto de 1 a 3 m de alto, erecto, corteza glabra, roja y lustrosa; las hojas e inflorescencias surgen en el ápice de braquiblastos. Hojas caducifolias, con estípulas de 1 mm; pecíolos glabros; lámina peltada con el haz y el envés glabros. Inflorescencia, un racimo monoico de 2 a 2.4 cm de largo, pedicelos y pedúnculos glabros. Flor pistilada única, muy rara vez son dos, con un pedicelo de hasta 1 cm de largo; tépalos 5, de hasta 1 cm de largo, verde-amarillentos, oblanceolados; estambres, acomodados en 2 verticilos con 5 estambres cada uno, filamentos y anteras amarillos; fruto con pedicelo de 1 cm de largo, cápsula con 1 o 2 semillas, semilla negra hasta de 1.4 cm, con carúncula conspicua.

## Distribución de la especie
Se localiza en México, en la Depresión del Balsas, en el estado de Guerrero.

## Ambiente terrestre
Se desarrolla en vegetación de bosque tropical caducifolio, creciendo a altitudes de 660 a los 1350 m. s.n.m.

## Estado de conservación
No se encuentra bajo ninguna categoría de riesgo en las normas mexicanas e internacionales (Norma Oficial Mexicana 059).

## Taxonomía
Manihot obovata fue descrita por Jaime Jiménez Ramírez y publicado en Anales del Instituto de Biología de la Universidad Nacional Autónoma de México, Botánica 60(1): 52, en 1990.

#### Etimología
Manihot: nombre genérico descrito inicialmente en la especie Jatropha manihot por Carlos Linneo y publicado en Species Plantarum 2: 1007, en 1753, nombre latinizado que proviene de los vocablos en tupí antiguo maⁿdiʔoka o manioca y en guaraní mandihó, mandihók, mandiog, manihó o manihók, usados como nombres vernáculos para designar a la especie Manihot esculenta en Brasil.
obovata: epíteto latino que significa "con forma de huevo".